# Symbiose (Psychologie)
Symbiose (griech. syn/sym, zusammen; bios, Leben) in der Psychologie beschreibt bestimmte Formen von Abhängigkeit beim Menschen. Der Begriff Symbiose stammt ursprünglich aus der Biologie und beschreibt hier evolutionär entstandene Formen des funktionalen Zusammenlebens artfremder Individuen zu wechselseitigem Nutzen.
Im Übertrag auf menschliche Beziehungen haftet dem Begriff meist negative Konnotation an, sofern gelingendes Leben am Maß entwickelter Selbständigkeit und persönlicher Individuation bemessen wird. Symbiotische Beziehungen gelten so als minderwertige, entwicklungshemmende oder geradezu schädigende Lebensform, in der erwachsene Unabhängigkeit und Reife zugunsten der Befriedigung infantiler Bedürfnisse verfehlt werden. Hingegen ist die Erfüllung symbiotischer Bedürfnisse von Säuglingen ein Erfordernis für die Entwicklung des Kindes (siehe auch Bindungstheorie).

## Begriffsgeschichte

### Erich Fromm
Erich Fromm führte den Begriff für die Psychoanalyse ein, um ein schädigendes menschliches Beziehungsmuster zu beschreiben. Er definiert die psychologische Symbiose als „Vereinigung eines individuellen Selbst mit einem anderen Selbst (oder mit irgendeiner anderen Macht außerhalb des eigenen Selbst) und zwar auf solche Weise, daß jeder dabei die Integrität seines Selbst verliert und beide in eine völlige Abhängigkeit voneinander geraten.“(The Escape from Freedom, 1941). Solche Beziehungsmuster werden vor dem allgemeinen soziologischen und sozialpsychologischen Hintergrund des autoritären Charakters als Verfallsform menschlicher Entwicklungsmöglichkeit diskutiert, bei der Isolations- und Ohnmachtserfahrungen des Selbst durch sadistische Herrschafts- und masochistische Unterwerfungstendenzen kompensiert werden sollen. Die Symbiose sei die gemeinsame Absicht der scheinbar gegensätzlichen Haltungen und könne so von der rein destruktiven Haltung, die auf die Vernichtung des Anderen abzielt, abgegrenzt werden.
Die „symbiotische Vereinigung“ (Die Kunst des Liebens, 1956) ist eine regressive Form von Einheit, die ihr Vorbild in der Beziehung der schwangeren Mutter zu ihrem Fötus hat. Diese ursprüngliche Beziehung sucht die symbiotische Form der Liebe wiederherzustellen, indem sich der passiv-masochistische Partner von einem aktiv-sadistischen Anderen einverleiben lässt, der ihn „lenkt, leitet und beschützt.“ Es entsteht eine wechselseitige Abhängigkeit, die zu polarisierten Beziehungsrollen führt. Beide Seiten erstreben eine „Vereinigung ohne Integrität“: „Der Unterschied liegt nur darin, daß der Sadist den anderen kommandiert, ausnutzt, verletzt und demütigt, während der Masochist sich kommandieren, ausnutzen, verletzen und demütigen läßt.“
In „Die Seele des Menschen“ (EA 1964) unterscheidet er die „inzestuöse Symbiose“ von gutartigen Formen der Mutterbindung, deren Wesen von Freud im Dienst seiner Libidotheorie verkannt worden sei. Diese Bindung sei „präödipal“ und nicht Ausdruck einer sexuellen Fixierung, wie es die psychoanalytische Lehre behauptet. Die Sexualisierung dieser Bindung, die als klassischer Ausdruck des Ödipus-Komplexes erscheine, diene tatsächlich der Abwehr einer tieferen Regression auf die ursprüngliche Bindungssehnsucht und der vernichtenden Angst vor Bindungsverlust. In extremer Form sei die inzestuöse Symbiose, neben der Nekrophilie und dem Narzissmus typischer Bestandteil des lebensfeindlichen „Verfallssyndroms“, für das er in der Persönlichkeit Adolf Hitlers das prägnante Beispiel findet.

### Rene Spitz und Margaret Mahler
Im Jahr 1945 beschrieb der österreichisch-amerikanische Psychoanalytiker und Säuglingsforscher René A. Spitz die Mutter-Kind-Beziehung als „Symbiose“. Das symbiotische Verhältnis in der frühen Kindheit löse die vorgeburtliche, „parasitäre“ Beziehung während der Schwangerschaft ab.
Die Psychoanalytikerin und Entwicklungspsychologin Margaret Mahler führte den Begriff der „symbiotischen Psychose“ 1952 ein, um ein pathologisches Verhaltensmuster bei Vorschulkindern (2,5- bis 5-Jährige) zu beschreiben. Diese reagieren mit Panik auf die Wahrnehmung des Abgetrenntseins von der Mutter und suchten wahnhaft die Mutter-Kind-Einheit wiederherzustellen.
Mahler etablierte anschließend ein breitrezipiertes Entwicklungsmodell der frühen Kindheit, das eine „symbiotische Phase“ als Bestandteil der normalen Entwicklung annahm (Die psychische Geburt des Menschen. Symbiose und Individuation, 1975). Sie definierte den Beginn der symbiotischen Phase etwa im zweiten Lebensmonat, innerhalb der oralen Phase. In dieser Zeit ist das Kind körperlich und seelisch von der Mutter abhängig. Es kann noch nicht zwischen Innen und Außen unterscheiden, zwischen sich und Gegenständen, zwischen sich und der Mutter. Es erlebt die Mutter noch als Teil seiner Person, sich als untrennbare, symbiotische Einheit mit ihr. Die Mutter muss sich in die Bedürfnisse des Kindes einfühlen, um für deren Befriedigung sorgen zu können, da sie dem Kind selbst noch nicht bewusst sind. Steht die Mutter dem Kind in der symbiotischen Phase angemessen zur Verfügung, kann es das grundlegende Sicherheitsgefühl und Urvertrauen entwickeln. Diese Beziehung zwischen Mutter und Kind bildet die Grundlage für spätere Beziehungen. Die symbiotische Phase löst sich bei gelungener Entwicklung im 5. bis 6. Monat. Das Kind tritt in die anschließende Phase der Loslösung und Individuation/Selbstwerdung ein, um zu einem eigenen, von der Mutter abgetrennten Individuum zu werden.
Mahler orientierte sich dabei an der Libidotheorie Freuds und der damit verknüpften Vorstellung eines primären Narzissmus. Die symbiotische Phase löse den absoluten Ausgangspunkt eines „objektlosen“, „autistischen“ und „monadischen“ Narzissmus ab, indem nunmehr die frühe Mutter-Kind-Dyade libidinös besetzt werde. Die Symbiose sei der Uranfang erster Objektbesetzung („präobjektales Stadium“ nach Rene Spitz), die ein um die Person der pflegenden Mutter erweitertes „inneres Milieu“ darstelle. Dieses frühe soziale Selbst funktioniere nach außen als Reizschutz nach Vorbild des „purifizierten Lust-Ich“ Freuds, das durch Projektion des Unlustvollen und Introjektion des Guten gekennzeichnet ist: „Das wesentliche Merkmal der Symbiose ist die halluzinatorisch-illusorisch-somatopsychisch-omnipotente Fusion mit der Mutter und insbesondere die illusorische Vorstellung einer gemeinsamen Grenze der beiden in Wirklichkeit getrennten Individuen.“ Die Symbiose, betont Mahler, sei eine kontrafaktische, narzisstische Phantasie der Zweieinheit und Verschmolzenheit („Fusion“) mit der Mutter, deren phylogenetische Verankerung sie zugleich zum Kernbestand des Menschlichen und „Urgrund“ aller „späteren menschlichen Beziehungen“ mache. Es handele sich um eine Wiederanknüpfung und nachgeburtliche Fortsetzung des intrauterinen Zustands, deren Charakter in erster Linie von der angeborenen Anpassungsbereitschaft des Säuglings und der interaktiven Kompetenz der Mutter abhänge. Diese frühen Erfahrungen bilden, so Mahler, die individuelle Grundlage für die nachfolgende, durch körperliche Reifungsprozesse bedingte „psychische Geburt“, den „Ausschlüpfungsprozess“ im Loslösungs- und Individuationsprozess. Der theoretische Status der Behauptung einer solchen Phantasie bzw. „Zustands“ sei allerdings prekär, sofern das vorsprachliche Erleben des Säuglings nur rekonstruiert werden könne.

### Daniel Stern und Martin Dornes
In der neueren Literatur wird eine Symbiose eher als Abweichung von einer normalen Entwicklung einer Mutter-Kind-Beziehung betrachtet. Die Ergebnisse der Säuglingsforschung, insbesondere von Daniel N. Stern zeigen, dass sich Säuglinge schon sehr früh als selbstständige und von der Mutter getrennte Wesen erleben können. Stern lehnt die Vorstellung einer symbiotischen Verschmelzung, Kennzeichen der Symbiosetheorie Mahlers, zugunsten der beobachteten Fähigkeit des Säuglings zur abgegrenzten Interaktion, dem „Selbst mit Anderen“ ab.
Der Säuglingsforscher Martin Dornes hat im Anschluss das Mahlersche Symbiosekonzept einer ausführlichen Kritik unterworfen. Das von metapsychologische Vorstellungen geprägte Konzept einer „symbiotischen Phase“ halte den empirischen Befunden kaum stand. Es handle sich um eine theorieförmige Spekulation aufgrund vorgefasster Begriffe. Mahlers Konzept beruhe auf drei Bedeutungsaspekten: der Phantasie, der Passivität und der mangelnden Objektivität. Es unterstelle dem Säugling die Fähigkeit zu phantasieren und benehme ihm zugleich die Fähigkeit zu aktiver Interaktion und zur Realitätswahrnehmung. Solche Vorstellungen aber werden durch die empirische Säuglingsforschung nicht bestätigt oder geradezu widerlegt.
Während Dornes das entwicklungspsychologische Symbiose-Konzept Mahlers grundlegend in Frage stellt, bestätigt er den klinischen Nutzen des Begriffs. Die Angst vor einer „symbiotischen Verschmelzung“ sei eine typische Phantasie schwerer gestörter, in Analyse befindlicher Erwachsener. Diese lasse sich jedoch ohne Rückgriff auf das Mahlersche Entwicklungsmodell nach dem Konzept der „symbiotischen Psychose“ als ambivalente „Flucht in die Symbiose“ begreifen. Die Verschmelzungsphantasie beruhige die Angst vor der Wahrnehmung des Getrenntseins und erzeuge gleichzeitig die Angst vor einem Selbstverlust. Sie ist keine „normale“ Entwicklungserscheinung, sondern Ausdruck eines elterlichen Verhaltensmusters, in dem „(...) die Abhängigkeit in frühester Zeit traumatisch und nicht befriedigend erlebt wurde. Eine wesentliche Ursache dafür – und damit für spätere, ambivalente Symbiosephantasien – ist die Tendenz der Eltern, Regungen der Selbständigkeit, die das Kind schon in den frühesten Beziehungen äußert, einzuschränken, als gefährlich zu interpretieren, zu unterbrechen oder mit Ängsten zu erfüllen.“

### Sigrid Chamberlain
Sigrid Chamberlain sieht in der durch die nationalsozialistische Pädagogik empfohlenen Bindungsverweigerung der Mutter, die ein Erlernen von Beziehungsfähigkeit verunmöglicht, eine historische Grundlage für die Ausbildung symbiotischer Beziehungsmuster: Ein solches Kind „[...] wächst auf mit einer tiefen und immer ungestillten Sehnsucht nach Verbundensein, was es nie kennengelernt hat. Diese immer virulente Sehnsucht nach etwas Unbekanntem  macht es anfällig für Hörigkeitsverhältnisse und symbiotische Verstrickungen.“ Damit sei zugleich und im Widerspruch zum psychoanalytisch inspirierten Begriff des „autoritären Charakters“ die eigentliche Grundlage des faschistischen Charakters und der Sehnsucht nach einer übermachtigen Führerfigur im Erwachsenenalter offengelegt. Vor dem Hintergrund bindungstheoretischer Einsichten erweisen sich derartige Symbioseneigungen als ideologische Artefakte eines fehlgeleiteten, unnatürlichen Mutter-Kindverhältnisses, wie sie etwa durch die Erziehungsratgeber Johanna Haarers verbreitet und tradiert wurden.

### Franz Ruppert
Eine Symbiose in Partner-Beziehungen zwischen Erwachsenen besteht bei krankhafter Abhängigkeit eines oder beider Partner. Hier ist die frühkindliche Abhängigkeit von der Mutter nicht in einem gesunden Entwicklungsprozess aufgelöst worden, sondern besteht weiterhin oder wird auf den Partner oder andere wichtige Bezugspersonen übertragen. Diese Übertragung kann sich in Form einer Borderline-Persönlichkeitsstörung, Co-Abhängigkeit oder Hörigkeit äußern.
Franz Ruppert unterscheidet in „konstruktive“ und „destruktive Symbiose“. Konstruktive Symbiosen werden als alltägliches Phänomen in gesunden Erwachsenenbeziehungen betrachtet. Zu einem „Symbiosetrauma“ (Ruppert) kommt es, wenn eine traumatisierte Mutter nicht in der Lage ist, den symbiotischen Bedürfnissen des Kindes gerecht zu werden und stattdessen traumatisiertes Erleben an das Kind übermittelt wird.